# Bandeira da Ilha Norfolque
A bandeira da Ilha Norfolque é um dos símbolos oficiais da Ilha Norfolque, um território insular da Austrália. Foi adotada a 21 de outubro de 1980. Apresenta um pinheiro-de-norfolque (Araucaria heterophylla).

## História

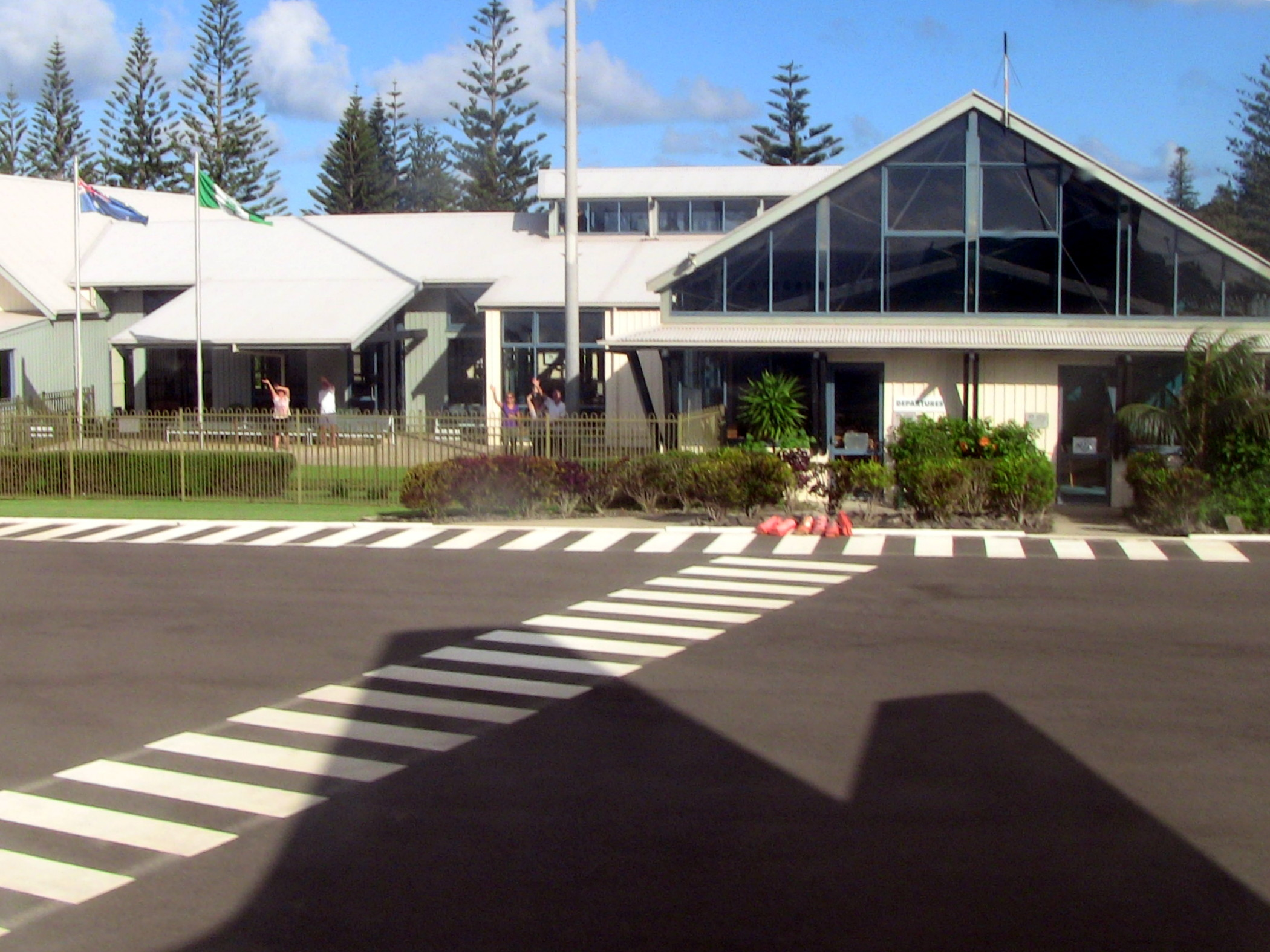
Bandeira hasteada na frente do terminal do aeroporto de Norfolque

Ente os anos de 1788 e 1914 a bandeira oficial era a Bandeira do Reino Unido. A partir de 1914 até a adoção da atual, em 1980, a bandeira oficial era a Bandeira da Austrália.
Seu desenho foi definido a partir de um concurso, sendo o modelo vencedor aprovado pelo Conselho da Ilha Norfolque em 6 de junho de 1979. O designer da bandeira não foi anunciado. A "Lei da Bandeira e Selo Público das Ilha Norfolque", de 1979, criou legislativamente a Bandeira das Ilha Norfolque e estabeleceu regras em relação ao seu uso. A bandeira tornou-se oficial na data do início da lei em 17 de janeiro de 1980.

Bandeira de 1788 a 1801
Bandeira de 1801 a 1914
Bandeira de 1914 a 1980

## Características

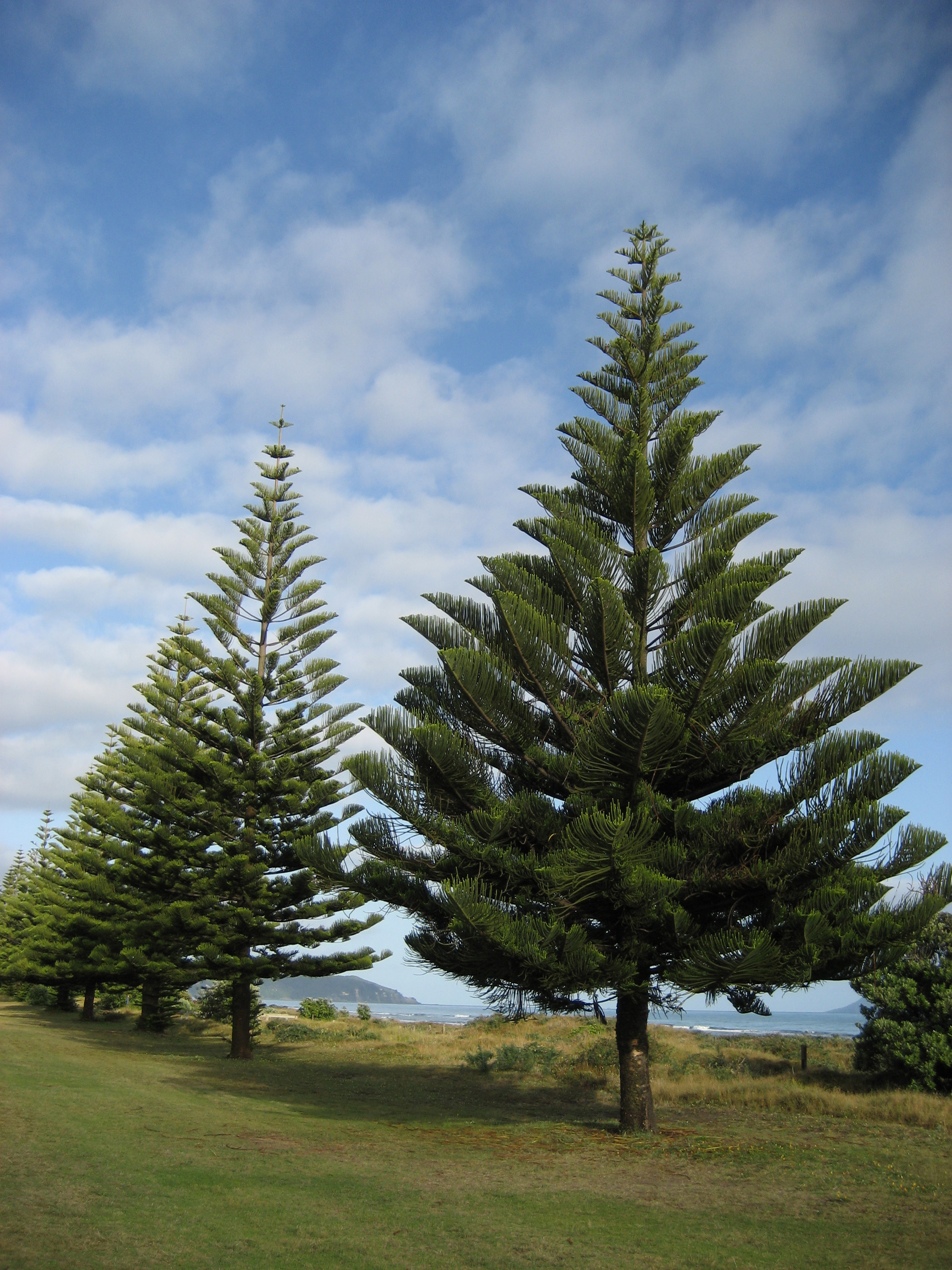
Alguns pinheiros-de-norfolk

A bandeira tem a proporção de 1:2 dividida verticalmente em três faixas na proporção 56:72:56, sendo a primeira e a terceira verdes e a central branca. Na faixa central há a silhueta na cor verde de um pinheiro-de-norfolque (araucaria heterophylla) cuja altura tem a proporção de 78:14 da altura total. A cor verde usada na bandeira, tanto nas faixas verticais quanto no pinheiro é o Pantone 356C. É similar a bandeira da Nigéria
| Cor | Sistema Pantone | CMYK        | RGB           | Hex     |
| --- | --------------- | ----------- | ------------- | ------- |
|     | Branco          | 0.0.0.0     | 255, 255, 255 | #FFFFFF |
|     | Verde 356C      | 91.0.100.26 | 0, 122, 51    | #007A33 |

## Simbolismo
O pinheiro-de-norfolque é uma planta nativa da ilha, sendo usada como símbolo local desde o período colonial.